# Intensiv (Grammatik)
Das Intensiv[um] (lateinisch verbum intensivum; von intendere „anspannen, die Aufmerksamkeit auf etwas richten“) ist die Aktionsart eines Verbs, die gegenüber der Grundform einen heftigeren, stärkeren Verlauf der Handlung ausdrückt. Das Gegenteil ist das Diminutiv.

## Latein
Verba intensiva sind unter anderem im Latein zu finden. Dort sind sie an dem Suffix -(i)tare erkennbar und weisen dort auf eine wiederholte oder heftige Handlung hin.
Beispiele aus dem Lateinischen:
- dictare „diktieren“ zu dicere „sagen“
- visitare „besuchen, besichtigen“ zu videre „sehen“

## Deutsch
Die Intensivbildung ist im Deutschen mitunter durch eine expressive Konsonantenschärfung gekennzeichnet.
Beispiele aus dem Deutschen (Grundform → Intensiv):
- achen → ächzen
- biegen → bücken
- fliehen → flüchten
- gleiten → glitschen
- heben → hüpfen
- hören → horchen
- hüten → schützen
- nagen → necken
- neigen → nicken
- plagen → placken
- raufen → rupfen
- reichen → (hoch-)recken
- ringen → (aus-)renken
- schaffen → schöpfen
- schellen → schelten
- schlagen → schlachten
- schliefen → schlüpfen
- schlucken → schluchzen
- schnauben → schnupfen
- schneiden → schnitzen
- schweißen → schwitzen
- sehen → suchen
- treten → trotten
- vereinen → vereinigen
- (be-)wahren → warnen
- (be-)wegen → wackeln
- (be-)wegen → wecken
- ziehen → zausen
- ziehen → zerren
- ziehen → zucken
- ziehen → zupfen

## Russisch
Die russische Sprache kennt das Intensiv ebenfalls, zum Beispiel in der Reihe толкать tolkat „stoßen“, толкнуть tolknut „einen Stoß versetzen“, толкануть tolkanut „anrempeln“.

## Sanskrit
Im Sanskrit geht der Intensiv mit dem Frequentativ einher, bezeichnet also eine besonders intensive und zudem ständig wiederholte Tätigkeit. Bei Verben der Bewegung bedeutet er so viel wie „hin und her“. Gebildet wird der Intensiv durch eine besondere Reduplikation und das Suffix ya mit medialer Flexion bei thematischen Stämmen, ansonsten ohne Suffix und aktiver Flexion bei athematischen Stämmen. Zum Beispiel wird aus bhramati („er schweift umher“) baṃ-bhram-ya-te („er schweift kreuz und quer umher“).